# Norvellina rubida
Norvellina rubida är en insektsart som beskrevs av Ball 1916. Norvellina rubida ingår i släktet Norvellina och familjen dvärgstritar. Inga underarter finns listade i Catalogue of Life.